# Le notti della luna piena
(Finto proverbio popolare, in apertura del film)
Le notti della luna piena (Les nuits de la pleine lune) è un film del 1984 diretto da Éric Rohmer.
È la quarta parte del ciclo Commedie e proverbi (Comédies et proverbes), segue Pauline alla spiaggia (1982) e precede Il raggio verde (1986).

## Trama
Il film è diviso in “capitoli” preceduti da didascalie.
- Novembre

La giovane arredatrice d'interni Louise vive con Rémy a Marne-la-Vallée, cittadina della periferia parigina. I due hanno vedute opposte sul rapporto di coppia; Louise vorrebbe avere più indipendenza, Rémy non concepisce che ognuno provi desiderio di uscire da solo con altri amici.
A Parigi Louise ha un caro amico, lo scrittore Octave, sposato e con una figlia ma dichiaratamente innamorato di lei; in città inoltre possiede un appartamentino appena lasciato libero dall'inquilina, che decide di trasformare in pied-à-terre.
Louise si reca a una festa insieme a Octave, che lei considera solo un amico; qui balla tutta la sera insieme a uno sconosciuto, finché sopraggiunge inaspettatamente Rémy. Louise rifiuta di tornare a casa insieme a lui, i due questionano, lui se ne va. A riaccompagnare in auto Louise saranno una collega, Camille, e la sua amica Marianne, che abitano a Marne-la-Vallée. Louise si confida con le due, e invita per scherzo Camille a uscire con Rémy in modo da sentirsi più libera. Arrivata a casa, propone al fidanzato un “patto” che lo offende: si trasferirà nell'appartamentino di Parigi, la loro relazione continuerà ma ognuno sarà libero di frequentare altri amici; se uno dei due dovesse innamorarsi di un altro dovrà confidarlo al partner, che lo lascerà libero. Rémy prima si infuria quasi al limite dell'autolesionismo, ma poi deve accettare la situazione.
- Dicembre

Louise si installa nel pied-à-terre; la prima sera cerca un amico con cui uscire, ma né Octave né altri sono liberi. Il mattino dopo acquista un regalo raffinato per Rémy, un bollitore da tè al posto di quello che si è rotto. Si reca a trovarlo a Marne, ha ancora il suo angolo di lavoro nella casa comune; tra i due c'è molta tenerezza.
- Gennaio

Louise si trova in una brasserie di Parigi insieme a Octave, il quale racconta che spesso scrive lì al tavolino i propri articoli. Non ha rinunciato all'idea di avere una relazione con lei. Recatasi alla toilette, Louise intravede Rémy e si nasconde; tornata al tavolino lo dice a Octave, che a sua volta ha visto nel salone un'amica di Louise; non è fisionomista, gliela descrive: dal particolare cappello, Louise riconosce Camille, che lei stessa aveva invitato a uscire con Rémy. Decide allora di indagare e si reca a casa di lui a Marne. Qui sopraggiunge proprio Camille, la quale però nega di essere stata in una brasserie di Parigi; è infatti appena tornata da Milano dove ha seguito il nuovo fidanzato italiano.
- Febbraio

Durante una nuova festa, Louise rincontra il ragazzo con cui aveva ballato la volta precedente: si chiama Bastien, è un musicista rock. È fortemente attratta da lui. Sopraggiunge Octave, intuisce cosa sta accadendo tra i due.
Bastien la aspetta a casa propria per la sera successiva, all'ultimo momento Louise telefona a Octave disdettando l'appuntamento con lui, ma l'amico si precipita nel pied-à-terre perché ha capito che c'è di mezzo il musicista. Octave non si capacita che lei voglia una relazione con altri uomini e non con lui, Louise ha una crisi di nervi e dice che lo considera solo un amico.
Dispiaciuto, Octave la lascia andare. Louise finisce a letto con Bastien, ma si sveglia al mattino quando è ancora buio, si veste e esce di casa. Entra in un caffè per la colazione e attacca bottone con un uomo seduto al tavolino accanto, un illustratore di libri per bambini. Come spesso accade con perfetti sconosciuti, Louise gli confida di avere due case e due uomini. Evidentemente però ha preso la sua decisione, perché arriva che è ancora mattino presto a Marne. Qui scopre con disappunto che Rémy non ha dormito a casa. Lui rientra alle 10 e le confessa di essersi innamorato: non si tratta di Camille, come lei sospetta, bensì della sua amica Marianne, che quel giorno nella brasserie di Parigi indossava un suo cappello in prestito.
Louise è caduta vittima del patto proposto da lei. Si mette a piangere, poi telefona a Octave dandogli appuntamento per la sera stessa. Raccoglie le sue poche cose e torna a Parigi.

## Critica
Il sottotitolo del film non è un vero e proprio proverbio tradizionale, ma ha un'origine composita: Rohmer ha aggiunto la prima frase (Chi ha due donne perde l'anima) alla seconda, che è invece un detto popolare (Chi ha due case perde il senno): si può riferire sia a Louise che a Octave, senza contare che la stessa protagonista racchiude “due donne” in sé.
Per il Dizionario Mereghetti è «una delle migliori riuscite di Rohmer, divertito e intelligente ritratto di una generazione che vorrebbe solo scherzare coi sentimenti», dallo «stile raffinato e autoironico». Per il Dizionario Morandini «Rohmer conduce il giuoco con la solita eleganza. Crea i suoi personaggi, li lascia muovere, li osserva a distanza con un'ironia sorridente, mai irriverente». Ambientato quasi completamente di notte, possiede un'atmosfera particolare e accattivante.
Louise ha un punto di contatto con Sabine, la protagonista del precedente Il bel matrimonio: entrambe hanno fatto di un progetto soggettivo del quale si sono auto-convinte (la libertà sentimentale o il suo opposto, il matrimonio) una leva con la quale sollevare il proprio mondo.
L'ambientazione nella banlieue parigina anticipa la disumanizzazione avveniristica di Cergy-Pontoise, la città modello dove sarà ambientato il successivo L'amico della mia amica. Rohmer non ama queste città dormitorio, che dipinge come cattedrali edificate nel deserto: il quartiere di Marne-la-Vallée è ancora visibilmente incompiuto, mentre a Cergy i protagonisti continuano a girare a vuoto nelle sue strade quasi disabitate.
Tullio Kezich al tempo dell'uscita del film ha scritto che, per quanto riguarda la serie Commedie e proverbi, Le notti di luna piena «è il risultato più ambiguo e pungente di Erich Rohmer da quando il regista ultrasessantenne ha polarizzato la sua curiosità sulla generazione che non arriva alla metà dei suoi anni». Dopo aver annotato la mancanza di una conclusione del film lo stesso critico chiude così la scheda: «a rendere il gioco più amaro si è inserita la morte dell'inquieta protagonista, Pascale Ogier. a poche settimane dalla vittoria come mifgliore attrice alla Mostra di Venezia».
Gianni Volpi nota come il film sia un percorso di indipendenza della protagonista «che si divide tra due case, una nella banlieue, una a Parigi. In una sorta di difficoltà a essere ici et ailleurs».

## Riconoscimenti
Il film è stato presentato in concorso alla Mostra del cinema di Venezia, dove la protagonista Pascale Ogier ha ottenuto la Coppa Volpi per la migliore interpretazione femminile.
Ha ricevuto cinque candidature ai Premi César: miglior film, miglior regista, miglior attrice (Pascale Ogier), migliore attore non protagonista (Fabrice Luchini) e migliore sceneggiatura originale.